# Jane the Virgin/Episodenliste

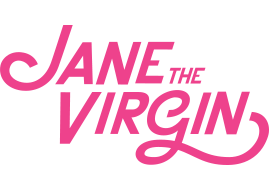
Logo zur Serie

Diese Episodenliste enthält alle Episoden der US-amerikanischen Dramedy Jane the Virgin, sortiert nach der US-amerikanischen Erstausstrahlung. Zwischen 2014 und 2019 entstanden in fünf Staffeln insgesamt 100 Episoden mit einer Länge von jeweils etwa 42 Minuten.

## Übersicht
| Staffel | Episodenanzahl | Erstausstrahlung USA | Erstausstrahlung USA | Deutschsprachige Erstveröffentlichung | Deutschsprachige Erstveröffentlichung |
| Staffel | Episodenanzahl | Staffelpremiere      | Staffelfinale        | Staffelpremiere                       | Staffelfinale                         |
| ------- | -------------- | -------------------- | -------------------- | ------------------------------------- | ------------------------------------- |
| 1       | 22             | 13. Oktober 2014     | 11. Mai 2015         | 6. Juli 2015                          | 14. September 2015                    |
| 2       | 22             | 12. Oktober 2015     | 16. Mai 2016         | 2. Juni 2016                          | 11. August 2016                       |
| 3       | 20             | 17. Oktober 2016     | 22. Mai 2017         | 31. Dezember 2017                     | 31. Dezember 2017                     |
| 4       | 17             | 13. Oktober 2017     | 20. April 2018       | 31. März 2019                         | 31. März 2019                         |
| 5       | 19             | 27. März 2019        | 31. Juli 2019        | 27. November 2019                     | 30. Dezember 2019                     |

## Staffel 1
Die Erstausstrahlung der ersten Staffel war vom 13. Oktober 2014 bis zum 11. Mai 2015 auf dem US-amerikanischen Fernsehsender The CW zu sehen. Die deutschsprachige Erstausstrahlung sendete der Free-TV-Sender sixx vom 6. Juli bis zum 14. September 2015.
| Nr. (ges.) | Nr. (St.) | Deutscher Titel        | Originaltitel      | Erstausstrahlung USA | Deutschsprachige Erstausstrahlung (D) | Regie           | Drehbuch                                  | Zuschauer (USA) |
| ---------- | --------- | ---------------------- | ------------------ | -------------------- | ------------------------------------- | --------------- | ----------------------------------------- | --------------- |
| 1          | 1         | Kapitel eins           | Chapter One        | 13. Okt. 2014        | 6. Juli 2015                          | Brad Silberling | Jennie Snyder Urman                       | 1,605 Mio.      |
| 2          | 2         | Kapitel zwei           | Chapter Two        | 20. Okt. 2014        | 6. Juli 2015                          | Uta Briesewitz  | Jennie Snyder Urman                       | 1,362 Mio.      |
| 3          | 3         | Kapitel drei           | Chapter Three      | 27. Okt. 2014        | 13. Juli 2015                         | Brad Silberling | Meredith Averill                          | 1,087 Mio.      |
| 4          | 4         | Kapitel vier           | Chapter Four       | 3. Nov. 2014         | 13. Juli 2015                         | Debbie Allen    | Corinne Brinkerhoff                       | 1,012 Mio.      |
| 5          | 5         | Kapitel fünf           | Chapter Five       | 10. Nov. 2014        | 20. Juli 2015                         | Edward Ornelas  | Josh Reims                                | 1,223 Mio.      |
| 6          | 6         | Kapitel sechs          | Chapter Six        | 17. Nov. 2014        | 20. Juli 2015                         | Jann Turner     | Paul Sciarrotta                           | 1,091 Mio.      |
| 7          | 7         | Kapitel sieben         | Chapter Seven      | 24. Nov. 2014        | 27. Juli 2015                         | Janice Cooke    | David S. Rosenthal                        | 0,957 Mio.      |
| 8          | 8         | Kapitel acht           | Chapter Eight      | 8. Dez. 2014         | 27. Juli 2015                         | Norman Buckley  | Josh Reims & Caroline Rivera              | 1,223 Mio.      |
| 9          | 9         | Kapitel neun           | Chapter Nine       | 15. Dez. 2014        | 3. Aug. 2015                          | Zetna Fuentes   | Corinne Brinkerhoff                       | 1,284 Mio.      |
| 10         | 10        | Kapitel zehn           | Chapter Ten        | 19. Jan. 2015        | 3. Aug. 2015                          | Elodie Keene    | Meredith Averill & Christopher Oscar Peña | 1,388 Mio.      |
| 11         | 11        | Kapitel elf            | Chapter Eleven     | 26. Jan. 2015        | 10. Aug. 2015                         | Joanna Kerns    | Gracie Glassmeyer                         | 1,551 Mio.      |
| 12         | 12        | Kapitel zwölf          | Chapter Twelve     | 2. Feb. 2015         | 10. Aug. 2015                         | Gina Lamar      | David S. Rosenthal                        | 1,244 Mio.      |
| 13         | 13        | Kapitel dreizehn       | Chapter Thirteen   | 9. Feb. 2015         | 17. Aug. 2015                         | Howard Deutch   | Josh Reims                                | 1,337 Mio.      |
| 14         | 14        | Kapitel vierzehn       | Chapter Fourteen   | 16. Feb. 2015        | 17. Aug. 2015                         | Brad Silberling | Paul Sciarrotta                           | 1,306 Mio.      |
| 15         | 15        | Kapitel fünfzehn       | Chapter Fifteen    | 9. März 2015         | 24. Aug. 2015                         | Melanie Mayron  | Emmylou Diaz & David S. Rosenthal         | 1,262 Mio.      |
| 16         | 16        | Kapitel sechzehn       | Chapter Sixteen    | 16. März 2015        | 24. Aug. 2015                         | Joanna Kerns    | Josh Reims & Carolina Rivera              | 1,103 Mio.      |
| 17         | 17        | Kapitel siebzehn       | Chapter Seventeen  | 6. Apr. 2015         | 31. Aug. 2015                         | Uta Briesewitz  | Jessica O’Toole & Amy Rardin              | 0,926 Mio.      |
| 18         | 18        | Kapitel achtzehn       | Chapter Eightteen  | 13. Apr. 2015        | 31. Aug. 2015                         | Edward Ornelas  | Meredith Averill                          | 1,029 Mio.      |
| 19         | 19        | Kapitel neunzehn       | Chapter Nineteen   | 20. Apr. 2015        | 7. Sep. 2015                          | Robert Luketic  | Emmylou Diaz & David S. Rosenthal         | 1,052 Mio.      |
| 20         | 20        | Kapitel zwanzig        | Chapter Twenty     | 27. Apr. 2015        | 7. Sep. 2015                          | Debbie Allen    | Corinne Brinkerhoff & Paul Sciarrotta     | 1,058 Mio.      |
| 21         | 21        | Kapitel einundzwanzig  | Chapter Twenty-One | 4. Mai 2015          | 14. Sep. 2015                         | Stuart Gillard  | Jessica O’Toole & Amy Rardin              | 1,050 Mio.      |
| 22         | 22        | Kapitel zweiundzwanzig | Chapter Twenty-Two | 11. Mai 2015         | 14. Sep. 2015                         | Zetna Fuentes   | Josh Reims & Jennie Snyder Urman          | 1,244 Mio.      |

## Staffel 2
Die Erstausstrahlung der zweiten Staffel war vom 12. Oktober 2015 bis zum 16. Mai 2016 auf dem US-amerikanischen Fernsehsender The CW zu sehen. Die deutschsprachige Erstausstrahlung sendete der deutsche Free-TV-Sender sixx vom 2. Juni bis zum 11. August 2016.
| Nr. (ges.) | Nr. (St.) | Deutscher Titel          | Originaltitel        | Erstausstrahlung USA | Deutschsprachige Erstausstrahlung (D) | Regie                  | Drehbuch                                      | Zuschauer (USA) |
| ---------- | --------- | ------------------------ | -------------------- | -------------------- | ------------------------------------- | ---------------------- | --------------------------------------------- | --------------- |
| 23         | 1         | Kapitel dreiundzwanzig   | Chapter Twenty-Three | 12. Okt. 2015        | 2. Juni 2016                          | Brad Silberling        | Jennie Snyder Urman                           | 1,063 Mio.      |
| 24         | 2         | Kapitel vierundzwanzig   | Chapter Twenty-Four  | 19. Okt. 2015        | 2. Juni 2016                          | Edward Ornelas         | David S. Rosenthal                            | 0,836 Mio.      |
| 25         | 3         | Kapitel fünfundzwanzig   | Chapter Twenty-Five  | 26. Okt. 2015        | 9. Juni 2016                          | Robert Luketic         | Corinne Brinkerhoff                           | 0,942 Mio.      |
| 26         | 4         | Kapitel sechsundzwanzig  | Chapter Twenty-Six   | 2. Nov. 2015         | 9. Juni 2016                          | Zetna Fuentes          | Paul Sciarrotta                               | 1,095 Mio.      |
| 27         | 5         | Kapitel siebenundzwanzig | Chapter Twenty-Seven | 9. Nov. 2015         | 16. Juni 2016                         | Jann Turner            | Jessica O’Toole & Amy Rardin                  | 1,105 Mio.      |
| 28         | 6         | Kapitel achtundzwanzig   | Chapter Twenty-Eight | 16. Nov. 2015        | 16. Juni 2016                         | Melanie Mayron         | Corinne Brinkerhoff & Micah Schraf            | 1,100 Mio.      |
| 29         | 7         | Kapitel neunundzwanzig   | Chapter Twenty-Nine  | 23. Nov. 2015        | 23. Juni 2016                         | Edward Ornelas         | David S. Rosenthal & Dara Resnick Creasey     | 0,982 Mio.      |
| 30         | 8         | Kapitel dreißig          | Chapter Thirty       | 14. Dez. 2015        | 23. Juni 2016                         | Uta Briesewitz         | Paul Sciarrotta & Carolina Rivera             | 0,983 Mio.      |
| 31         | 9         | Kapitel einunddreißig    | Chapter Thirty-One   | 25. Jan. 2016        | 30. Juni 2016                         | Joanna Kerns           | Emmylou Diaz & Jessica O’Toole & Amy Rardin   | 0,988 Mio.      |
| 32         | 10        | Kapitel zweiunddreißig   | Chapter Thirty-Two   | 1. Feb. 2016         | 30. Juni 2016                         | Jason Reilly           | Micah Schraft                                 | 1,042 Mio.      |
| 33         | 11        | Kapitel dreiunddreißig   | Chapter Thirty-Three | 8. Feb. 2016         | 7. Juli 2016                          | Uta Briesewitz         | Michael J. Cinquemani                         | 0,940 Mio.      |
| 34         | 12        | Kapitel vierunddreißig   | Chapter Thirty-Four  | 22. Feb. 2016        | 7. Juli 2016                          | Howard Deutch          | Madeline Hendricks                            | 0,941 Mio.      |
| 35         | 13        | Kapitel fünfunddreißig   | Chapter Thirty-Five  | 29. Feb. 2016        | 14. Juli 2016                         | Melanie Mayron         | Chantelle M. Wells                            | 0,905 Mio.      |
| 36         | 14        | Kapitel sechsunddreißig  | Chapter Thirty-Six   | 7. März 2016         | 14. Juli 2016                         | Uta Briesewitz         | Jessica O’Toole & Amy Rardin                  | 0,920 Mio.      |
| 37         | 15        | Kapitel siebenunddreißig | Chapter Thirty-Seven | 21. März 2016        | 21. Juli 2016                         | Melanie Mayron         | Sarah Goldfinger                              | 0,771 Mio.      |
| 38         | 16        | Kapitel achtunddreißig   | Chapter Thirty-Eight | 28. März 2016        | 21. Juli 2016                         | Georgina Garcia Reidel | Micah Schraft                                 | 0,939 Mio.      |
| 39         | 17        | Kapitel neununddreißig   | Chapter Thirty-Nine  | 11. Apr. 2016        | 28. Juli 2016                         | Matthew Diamond        | Carolina Rivera                               | 0,929 Mio.      |
| 40         | 18        | Kapitel vierzig          | Chapter Forty        | 18. Apr. 2016        | 28. Juli 2016                         | Anna Mastro            | Jessica O’Toole & Amy Rardin                  | 0,959 Mio.      |
| 41         | 19        | Kapitel einundvierzig    | Chapter Forty-One    | 25. Apr. 2016        | 4. Aug. 2016                          | Gina Lamar             | Joe Lawson                                    | 0,837 Mio.      |
| 42         | 20        | Kapitel zweiundvierzig   | Chapter Forty-Two    | 2. Mai 2016          | 4. Aug. 2016                          | Zetna Fuentes          | Micah Schraft & Paul Sciarrotta               | 0,856 Mio.      |
| 43         | 21        | Kapitel dreiundvierzig   | Chapter Forty-Three  | 9. Mai 2016          | 11. Aug. 2016                         | Melanie Mayron         | Jessica O’Toole, Amy Rardin & Paul Sciarrotta | 0,900 Mio.      |
| 44         | 22        | Kapitel vierundvierzig   | Chapter Forty-Four   | 16. Mai 2016         | 11. Aug. 2016                         | Jann Turner            | Paul Sciarrotta & Jennie Snyder Urman         | 0,966 Mio.      |

## Staffel 3
Die Erstausstrahlung der dritten Staffel war vom 17. Oktober 2016 bis zum 22. Mai 2017 auf dem US-amerikanischen Fernsehsender The CW zu sehen. Die deutschsprachige Erstveröffentlichung fand am 31. Dezember 2017 beim Video-on-Demand-Anbieter Netflix per Streaming statt.
| Nr. (ges.) | Nr. (St.) | Deutscher Titel          | Originaltitel       | Erstausstrahlung USA | Deutschsprachige Erstveröffentlichung (D/A/CH) | Regie               | Drehbuch                                         | Zuschauer (USA) |
| ---------- | --------- | ------------------------ | ------------------- | -------------------- | ---------------------------------------------- | ------------------- | ------------------------------------------------ | --------------- |
| 45         | 1         | Kapitel fünfundvierzig   | Chapter Forty-Five  | 17. Okt. 2016        | 31. Dez. 2017                                  | Gina Lamar          | Jennie Snyder Urman                              | 1,089 Mio.      |
| 46         | 2         | Kapitel sechsundvierzig  | Chapter Forty-Six   | 24. Okt. 2016        | 31. Dez. 2017                                  | Brad Silberling     | David S. Rosenthal & Paul Sciarrotta             | 1,100 Mio.      |
| 47         | 3         | Kapitel siebenundvierzig | Chapter Forty-Seven | 31. Okt. 2016        | 31. Dez. 2017                                  | Eva Longoria Baston | Carolina Rivera & Micah Schraft                  | 0,967 Mio.      |
| 48         | 4         | Kapitel achtundvierzig   | Chapter Forty-Eight | 7. Nov. 2016         | 31. Dez. 2017                                  | Melanie Mayron      | Sarah Goldfinger, Jessica O’Toole & Amy Rardin   | 1,077 Mio.      |
| 49         | 5         | Kapitel neunundvierzig   | Chapter Forty-Nine  | 14. Nov. 2016        | 31. Dez. 2017                                  | Anna Mastro         | Paul Sciarrotta                                  | 0,928 Mio.      |
| 50         | 6         | Kapitel fünfzig          | Chapter Fifty       | 21. Nov. 2016        | 31. Dez. 2017                                  | Melanie Mayron      | Valentina Garza & David S. Rosenthal             | 1,006 Mio.      |
| 51         | 7         | Kapitel einundfünfzig    | Chapter Fifty-One   | 28. Nov. 2016        | 31. Dez. 2017                                  | Gina Lamar          | Sarah Goldfinger, Jessica O’Toole & Amy Rardin   | 1,146 Mio.      |
| 52         | 8         | Kapitel zweiundfünfzig   | Chapter Fifty-Two   | 23. Jan. 2017        | 31. Dez. 2017                                  | Anna Mastro         | Carolina Rivera & Micah Schraft                  | 0,988 Mio.      |
| 53         | 9         | Kapitel dreiundfünfzig   | Chapter Fifty-Three | 30. Jan. 2017        | 31. Dez. 2017                                  | Gina Lamar          | Chantelle M. Wells                               | 0,909 Mio.      |
| 54         | 10        | Kapitel vierundfünfzig   | Chapter Fifty-Four  | 6. Feb. 2017         | 31. Dez. 2017                                  | Melanie Mayron      | Micah Schraft & Jennie Snyder Urman              | 0,930 Mio.      |
| 55         | 11        | Kapitel fünfundfünfzig   | Chapter Fifty-Five  | 13. Feb. 2017        | 31. Dez. 2017                                  | Brad Silberling     | Paul Sciarrotta & Jennie Snyder Urman            | 1,068 Mio.      |
| 56         | 12        | Kapitel sechsundfünfzig  | Chapter Fifty-Six   | 20. Feb. 2017        | 31. Dez. 2017                                  | Matthew Diamond     | Valentina Garza                                  | 1,059 Mio.      |
| 57         | 13        | Kapitel siebenundfünfzig | Chapter Fifty-Seven | 27. Feb. 2017        | 31. Dez. 2017                                  | Zetna Fuentes       | Madeline Hendricks                               | 0,882 Mio.      |
| 58         | 14        | Kapitel achtundfünfzig   | Chapter Fifty-Eight | 20. März 2017        | 31. Dez. 2017                                  | Melanie Mayron      | Merigan Mulhern                                  | 0,840 Mio.      |
| 59         | 15        | Kapitel neunundfünfzig   | Chapter Fifty-Nine  | 27. März 2017        | 31. Dez. 2017                                  | Anna Mastro         | Deidre Shaw                                      | 0,888 Mio.      |
| 60         | 16        | Kapitel sechzig          | Chapter Sixty       | 24. Apr. 2017        | 31. Dez. 2017                                  | Micah Schraft       | Carolina Rivera & Micah Schraft                  | 0,794 Mio.      |
| 61         | 17        | Kapitel einundsechzig    | Chapter Sixty-One   | 1. Mai 2017          | 31. Dez. 2017                                  | Melanie Mayron      | Paul Sciarrotta                                  | 0,766 Mio.      |
| 62         | 18        | Kapitel zweiundsechzig   | Chapter Sixty-Two   | 8. Mai 2017          | 31. Dez. 2017                                  | Fernando Sariñana   | Jessica O’Toole, Amy Rardin & David S. Rosenthal | 0,987 Mio.      |
| 63         | 19        | Kapitel dreiundsechzig   | Chapter Sixty-Three | 15. Mai 2017         | 31. Dez. 2017                                  | Gina Lamar          | Paul Sciarrotta                                  | 0,763 Mio.      |
| 64         | 20        | Kapitel vierundsechzig   | Chapter Sixty-Four  | 22. Mai 2017         | 31. Dez. 2017                                  | Melanie Mayron      | Micah Schraft & Jennie Snyder Urman              | 0,961 Mio.      |

## Staffel 4
Die Erstausstrahlung der vierten Staffel war vom 13. Oktober 2017 bis zum 20. April 2018 auf dem US-amerikanischen Fernsehsender The CW zu sehen. Die deutschsprachige Erstveröffentlichung fand am 31. März 2019 beim Video-on-Demand-Anbieter Netflix per Streaming statt.
| Nr. (ges.) | Nr. (St.) | Deutscher Titel          | Originaltitel         | Erstausstrahlung USA | Deutschsprachige Erstveröffentlichung (D/A/CH) | Regie             | Drehbuch                                       | Zuschauer (USA) |
| ---------- | --------- | ------------------------ | --------------------- | -------------------- | ---------------------------------------------- | ----------------- | ---------------------------------------------- | --------------- |
| 65         | 1         | Kapitel fünfundsechzig   | Chapter Sixty-Five    | 13. Okt. 2017        | 31. März 2019                                  | Brad Silberling   | Jennie Snyder Urman & Paul Sciarrotta          | 0,681 Mio.      |
| 66         | 2         | Kapitel sechsundsechzig  | Chapter Sixty-Six     | 20. Okt. 2017        | 31. März 2019                                  | Gina Lamar        | Valentina Garza & Jessica O’Toole & Amy Rardin | 0,605 Mio.      |
| 67         | 3         | Kapitel siebenundsechzig | Chapter Sixty-Seven   | 27. Okt. 2017        | 31. März 2019                                  | Fernando Sariñana | Carolina Rivera & Micah Schraft                | 0,602 Mio.      |
| 68         | 4         | Kapitel achtundsechzig   | Chapter Sixty-Eight   | 3. Nov. 2017         | 31. März 2019                                  | Gina Lamar        | Deirdre Shaw & Chantelle M. Wells              | 0,688 Mio.      |
| 69         | 5         | Kapitel neunundsechzig   | Chapter Sixty-Nine    | 10. Nov. 2017        | 31. März 2019                                  | Stuart Gillard    | Paul Sciarrotta                                | 0,647 Mio.      |
| 70         | 6         | Kapitel siebzig          | Chapter Seventy       | 17. Nov. 2017        | 31. März 2019                                  | Melanie Mayron    | Carolina Rivera & Micah Schraft                | 0,613 Mio.      |
| 71         | 7         | Kapitel einundsiebzig    | Chapter Seventy-One   | 8. Dez. 2017         | 31. März 2019                                  | Micah Schraft     | Valentina Garza & Deidre Shaw                  | 0,648 Mio.      |
| 72         | 8         | Kapitel zweiundsiebzig   | Chapter Seventy-Two   | 26. Jan. 2018        | 31. März 2019                                  | Melanie Mayron    | Carolina Rivera & Paul Sciarrotta              | 0,675 Mio.      |
| 73         | 9         | Kapitel dreiundsiebzig   | Chapter Seventy-Three | 2. Feb. 2018         | 31. März 2019                                  | Eric Lea          | Valentina Garza & Chantelle M. Wells           | 0,672 Mio.      |
| 74         | 10        | Kapitel vierundsiebzig   | Chapter Seventy-Four  | 9. Feb. 2018         | 31. März 2019                                  | Gina Rodriguez    | Micah Schraft & Paul Sciarrotta                | 0,800 Mio.      |
| 75         | 11        | Kapitel fünfundsiebzig   | Chapter Seventy-Five  | 2. März 2018         | 31. März 2019                                  | Gina Lamar        | Merigan Mulhern                                | 0,590 Mio.      |
| 76         | 12        | Kapitel sechsundsiebzig  | Chapter Seventy-Six   | 9. März 2018         | 31. März 2019                                  | Melanie Mayron    | Leah Longoria                                  | 0,578 Mio.      |
| 77         | 13        | Kapitel siebenundsiebzig | Chapter Seventy-Seven | 16. März 2018        | 31. März 2019                                  | Gina Lamar        | Deirdre Shaw & Chantelle M. Wells              | 0,591 Mio.      |
| 78         | 14        | Kapitel achtundsiebzig   | Chapter Seventy-Eight | 23. März 2018        | 31. März 2019                                  | Justin Baldoni    | Valentina Garza & Micah Schraft                | 0,646 Mio.      |
| 79         | 15        | Kapitel neunundsiebzig   | Chapter Seventy-Nine  | 6. Apr. 2018         | 31. März 2019                                  | Gina Lamar        | Paul Sciarrotta                                | 0,534 Mio.      |
| 80         | 16        | Kapitel achtzig          | Chapter Eighty        | 13. Apr. 2018        | 31. März 2019                                  | Micah Schraft     | Micah Schraft                                  | 0,573 Mio.      |
| 81         | 17        | Kapitel einundachtzig    | Chapter Eighty-One    | 20. Apr. 2018        | 31. März 2019                                  | Gina Lamar        | Jennie Snyder Urman & Paul Sciarrotta          | 0,580 Mio.      |

## Staffel 5
Die Erstausstrahlung der fünften Staffel war vom 27. März bis zum 31. Juli 2019 auf dem US-amerikanischen Fernsehsender The CW zu sehen.  Die deutschsprachige Erstausstrahlung sendete der österreichische Free-TV-Sender ORF 1 vom 27. November bis zum 30. Dezember 2019.
| Nr. (ges.) | Nr. (St.) | Deutscher Titel          | Originaltitel        | Erstausstrahlung USA | Deutschsprachige Erstveröffentlichung (A) | Regie             | Drehbuch                             | Zuschauer (USA) |
| ---------- | --------- | ------------------------ | -------------------- | -------------------- | ----------------------------------------- | ----------------- | ------------------------------------ | --------------- |
| 82         | 1         | Kapitel Zweiundachtzig   | Chapter Eighty-Two   | 27. März 2019        | 27. Nov. 2019                             | Gina Rodriguez    | Jennie Snyder Urman                  | 0,794 Mio.      |
| 83         | 2         | Kapitel Dreiundachtzig   | Chapter Eighty-Three | 3. Apr. 2019         | 28. Nov. 2019                             | Gina Lamar        | Chantelle M. Wells & Katie Wech      | 0,609 Mio.      |
| 84         | 3         | Kapitel Vierundachtzig   | Chapter Eighty-Four  | 10. Apr. 2019        | 29. Nov. 2019                             | Brad Silberling   | Valentina L. Garza & Deidre Shaw     | 0,609 Mio.      |
| 85         | 4         | Kapitel Fünfundachtzig   | Chapter Eighty-Five  | 17. Apr. 2019        | 2. Dez. 2019                              | Melanie Mayron    | Carolina Rivera & Liz Sczudlo        | 0,699 Mio.      |
| 86         | 5         | Kapitel Sechsundachtzig  | Chapter Eighty-Six   | 24. Apr. 2019        | 3. Dez. 2019                              | Gina Lamar        | Joni Lefkowitz & Madeline Hendricks  | 0,582 Mio.      |
| 87         | 6         | Kapitel Siebenundachtzig | Chapter Eighty-Seven | 1. Mai 2019          | 4. Dez. 2019                              | Eric Lea          | Rafael Agustin                       | 0,593 Mio.      |
| 88         | 7         | Kapitel Achtundachtzig   | Chapter Eighty-Eight | 8. Mai 2019          | 5. Dez. 2019                              | Stuart Gillard    | Deirdre Shaw                         | 0,706 Mio.      |
| 89         | 8         | Kapitel Neunundachtzig   | Chapter Eighty-Nine  | 15. Mai 2019         | 6. Dez. 2019                              | Zetna Fuentes     | Katie Wech & Valentina L. Garza      | 0,616 Mio.      |
| 90         | 9         | Kapitel Neunzig          | Chapter Ninety       | 22. Mai 2019         | 9. Dez. 2019                              | Gina Rodriguez    | Chantelle M. Wells                   | 0,481 Mio.      |
| 91         | 10        | Kapitel Einundneunzig    | Chapter Ninety-One   | 29. Mai 2019         | 10. Dez. 2019                             | Gina Lamar        | Joni Lefkowitz                       | 0,563 Mio.      |
| 92         | 11        | Kapitel Zweiundneunzig   | Chapter Ninety-Two   | 5. Juni 2019         | 11. Dez. 2019                             | Leo Zisman        | Liz Sczudlo                          | 0,574 Mio.      |
| 93         | 12        | Kapitel Dreiundneunzig   | Chapter Ninety-Three | 12. Juni 2019        | 12. Dez. 2019                             | Melanie Mayron    | Carolina Rivera & Madeline Hendricks | 0,628 Mio.      |
| 94         | 13        | Kapitel Vierundneunzig   | Chapter Ninety-Four  | 19. Juni 2019        | 17. Dez. 2019                             | Fernando Sariñana | Valentina L. Garza & Deidre Shaw     | 0,629 Mio.      |
| 95         | 14        | Kapitel Fünfundneunzig   | Chapter Ninety-Five  | 26. Juni 2019        | 18. Dez. 2019                             | Neema Barnette    | Liz Sczudlo & Madeline Hendricks     | 0,680 Mio.      |
| 96         | 15        | Kapitel Sechsundneunzig  | Chapter Ninety-Six   | 10. Juli 2019        | 22. Dez. 2019                             | Viet Nguyen       | Ben O’Hara                           | 0,667 Mio.      |
| 97         | 16        | Kapitel Siebenundneunzig | Chapter Ninety-Seven | 17. Juli 2019        | 23. Dez. 2019                             | Melanie Mayron    | Deidre Shaw & Chantelle M. Wells     | 0,596 Mio.      |
| 98         | 17        | Kapitel Achtundneunzig   | Chapter Ninety-Eight | 24. Juli 2019        | 30. Dez. 2019                             | Gina Lamar        | Carolina Rivera                      | 0,533 Mio.      |
| 99         | 18        | Kapitel Neunundneunzig   | Chapter Ninety-Nine  | 31. Juli 2019        | 30. Dez. 2019                             | —                 | —                                    | 0,641 Mio.      |
| 100        | 19        | Kapitel Einhundert       | Chapter One Hundred  | 31. Juli 2019        | 30. Dez. 2019                             | Brad Silberling   | Jennie Snyder Urman                  | 0,649 Mio.      |